# Comtat de Rouen
El comtat de Rouen fou una jurisdicció feudal carolíngia centrada a Rouen. Com totes les ciutats que tenia bisbe, Rouen tenia un comte. Els atacs normands a partir del 840, amb el saqueig de la ciutat el 941, van provocar l'establiment de la marca de Nèustria front els normands. El càrrec de comte de Rouen no obstant no degué desaparèixer perquè vers 870 s'esmenta el comte Bernat (vegeu Bernat II de Tolosa).
El 25 de juliol del 885 Rouen fou saquejada i el marquès Ragenold de Nèustria que anava en ajut de la ciutat va morir en lluita. La Marca (i el comtat) va existir almenys oficialment fins al 911 quan Rouen i la regió de l'Alta Normandia fou cedida pel rei Carles III de França al cap normand Rol·ló, amb títol de comte al tractat de Saint-Clair-sur-Epte; encara que nominalment fou designat com a comte de Rouen, amb les funcions pròpies d'un comte carolingi, els textos de l'època parlen del princeps, i de fet va acabar sent el ducat de Normandia, del que Rouen fou capital.
Una coalició entre el rei Lluís IV de França, l'emperador Otó I del Sacre Imperi Romanogermànic, i el comte de Flandes va atacar Rouen el 945, però foren derrotats per Ricard I de Normandia, que va consolidar així el domini normand sobre la ciutat i territori. Al segle xi i XII el duc va tenir vescomtes a Rouen.